# The City of Comrades

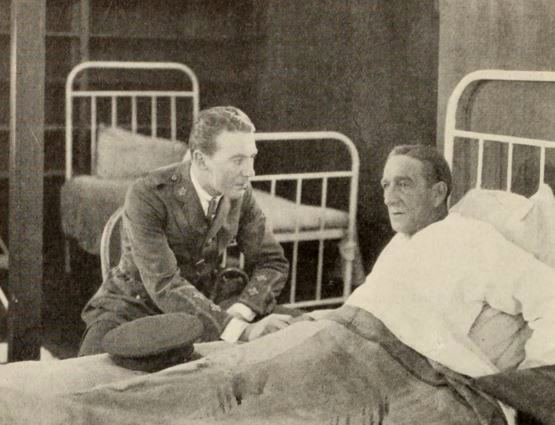
Fotograma de la pel·lícula

'The City of Comrades' és una pel·lícula muda de la Goldwyn Pictures dirigida per Harry Beaumont i protagonitzada per Tom Moore i Seena Owen. La pel·lícula, basada en la novel·la homònima de Basil King, es va estrenar el 22 de juny de 1919. Es considera una pel·lícula perduda.

## Argument
Frank Melbury, un arquitecte, i "Lovey" són dos amics a qui l'alcohol ha convertit en uns exclosos de la societat, que no han aprofitat l'oportunitat que la casa d'ajut social “The City of Comrades” els ha ofert per regenerar-se. Arriba un moment que tenen tanta gana que Melbury decideix convertir-se en un lladre. Un dia entra a casa de Regina Barry i roba un collaret. Després baixa a la cuina, s'atipa i després s'embutxaca una part per al seu amic Lovey. Un cop a casa, sentint-se tip, es penedeix del que ha fet i decideix tornar el collaret. A dins la casa escolta com Regina explica a la seva amiga Elsie que ha decidit no casar-se amb el jove doctor Stephen Cantyre, perquè vol un home que se surti de l'ordinari. Ell decideix deixar una nota sobre la taula amb el collaret que diu que aquell home existeix. En aquell moment Regina descobreix Frank i li demana explicacions sobre el que fa a casa seva però decideix deixar-lo marxar. Penedit, decideix que ell i Lovey s'han de regenerar i acudeixen de nou a la “City of Comrades”. Allà, amb l'ajuda del doctor Cantyre, Frank es reforma i aconsegueix una feina com a arquitecte. Regina no el reconeix quan es retroben, però ell li revela la seva identitat i li diu que l'estima però ella el rebutja. Aleshores s'allista a les forces armades canadenques i és cegat en l'explosió de Halifax. Més tard, Regina es promet amb Cantyre però en sentir que Frank està malalt a l'hospital s'afanya a anar allà a cuidar-lo. Un cop refet la parella es casa amb el consentiment del Dr. Cantyre que accepta que no pot lluitar contra l'amor.

## Repartiment
- Tom Moore (Frank Melbury)
- Seena Owen (Regina Barry)
- Albert Roscoe (Dr. Stephen Cantyre)
- Otto Hoffman (Lovey)
- Alec B. Francis (Andy Christian)
- Ralph Walker (Ralph Coningsby)
- Mary Warren (Elsie Coningsby)
- Kate Lester (Mrs. Sterling Barry)